# Pedro Ferré
Pedro Juan Ferré (Corrientes, 29 de junio de 1788 - Buenos Aires, 21 de enero de 1867) fue un militar y político argentino, cuatro veces gobernador de la provincia en que nació y convencional en la elaboración de la Constitución Argentina de 1853.

## Juventud
Hijo del carpintero Juan Ferré Maresa y Juana Francisca Alsina Gaza, ambos nacidos en Cataluña, se educó en su ciudad natal y por corto tiempo siguió la carrera militar.
Aprendió de su padre el oficio de carpintero y se especializó en la construcción y reparación de barcos y botes, además de participar en el comercio fluvial. Colaboró con el ejército al mando de Manuel Belgrano en su campaña al Paraguay y ejerció como capitán de milicias urbanas en 1819, cuando estaba terminando el período de dominio sobre el litoral del fundador del federalismo argentino, José Artigas. Bajo el gobierno de Francisco Ramírez fue comandante de marina de su provincia.
En 1821 participó de la convención convocada para organizar la provincia y, por su destacado desempeño, fue nombrado alcalde en 1822, y al año siguiente mandó a mensurar el pueblo de Caá Catí.

## Primer gobierno
El 27 de diciembre de 1824 fue elegido Gobernador de la provincia (Art 8 °C.P. 1824) por primera vez y por un período de tres años. Sería luego reelecto para un nuevo mandato, que el propio Ferré puso como condición hasta la finalización del conflicto con el Brasil. El Congreso General lo habilitó mediante la sanción de una ley especial ya que la Constitución de la Provincia no permitía la reelección (Art 10 C.P. 1824).
Durante su mandato introdujo la imprenta en la provincia (con la que se editó el primer periódico correntino, La Verdad Sin Rodeos), comenzó la impresión de papel moneda, creó el Consejo de Educación de la provincia, y promovió la industria, el puerto y la agricultura, y secularizó los bienes de la Iglesia.[cita requerida]
En cada cabecera de departamento se fundaron escuelas de primeras letras, incluida una para niñas en la capital, y fundó una escuela de medicina. Decretó la vacunación obligatoria. Mantuvo una administración financiera ordenada y sin deudas, e incluso otorgó un crédito a la vecina provincia de Entre Ríos.[cita requerida]
Fundó y delineó las ciudades de Mercedes, Empedrado, San Cosme, San Luis del Palmar y Bella Vista.
Si bien era un admirador de Bernardino Rivadavia y aplaudió su elección como presidente, se opuso a su política unitaria y rechazó la constitución de 1826.
Pedro Ferré dio por finalizado su primer período gubernativo en el año 1828, con su renuncia elevándola al Congreso provincial el 29 de noviembre y aceptada la misma por dicho Congreso cuatro días después. El mismo Congreso General de la Provincia, por Ley del 3 de diciembre, proveyó el juicio de residencia a Ferré, nombrando como juez de residencia a Marcelino Deniz, teniendo en cuenta la práctica prescripta para los juicios de residencia, sustentándose en las Constitución del Estado.
Cuatro meses después, la Comisión especial del Congreso dictaminaba -el 4 de abril de 1829- la sentencia de absolución de toda residencia y responsabilidad al exgobernador Pedro Ferré. Por Ley del 24 de abril de 1829, la Legislatura aprobó los procedimientos realizados y la sentencia absolutoria al exgobernador por lo que manda a concluir con los procedimientos de forma para finalizar con el proceso.

### Conflictos con Misiones
La antigua región de las Misiones había desaparecido virtualmente para cuando Ferré asumió como gobernador; las Misiones Orientales se habían repartido entre el Brasil, que en 1801 tomó posesión de los Siete Pueblos, y la Banda Oriental, mientras que la región septentrional se había integrado en territorio paraguayo en tiempos del dictador Gaspar Rodríguez de Francia. Tras la disolución de la efímera República de Entre Ríos que se había organizado bajo el liderazgo del supremo Francisco Ramírez, el resto del territorio se hallaba bajo el control de Entre Ríos. La situación de virtual anarquía en que se encontraba la región meridional llevó en 1823 a los cabildos de los principales pueblos de la región misionera suroccidental, San Miguel, Loreto y San Roquito, a cursar pedido a la gobernación de Corrientes de anexarse a la misma, ignorando así la autoridad de Félix de Aguirre, el administrador del territorio.
La nota del cabildo de San Roquito, capital de la región, rezaba 

"en reunion general para tratar sobre nuestra suerte venidera, en virtud de hallarnos sin protección alguna por no haber Autoridad ni jefe reconocido en Misiones de donde hemos dependido, por lo que nos consideramos huérfanos y libres de las obligaciones (...) y debiendo unirnos y vivir en sociedad con otros pueblos para poder sobrevivir (...) hemos resuelto todos decididamente por un convenio general unirnos a la Provincia de Corrientes, sugetarnos a su gobierno superior y estar obedientes a las leyes queriendo vivir en union con nuestros hermanos los Correntinos y componer una sola familia."

Aguirre se manifestó en contra, del mismo modo que lo haría cuando San Miguel y Loreto hicieron pedidos similares. La coyuntura, con la inminente Guerra del Brasil ocupando a los gobernantes, hizo que la cuestión se difiriera. El conflicto se reavivó brevemente por el incidente del Rincón de la Merced, en el noreste del actual territorio correntino; el Tratado del Cuadrilátero había colocado bajo dominio correntino esa área, históricamente ocupada por los guaraníes de las Misiones. Aguirre desconoció los términos del tratado, nombró un comandante militar para Yapeyú y reemplazó al de la actual Monte Caseros. Ferré respondió dictando un bando en el que informaba que los territorios al occidente del río Miriñay competían a su gobierno, y ordenando a las milicias con sede en Curuzú Cuatiá que desalojasen al nuevo comandante. El inicio de las hostilidades contra el Brasil interrumpió el conflicto y, el 27 de agosto de 1825, Aguirre cedió a las exigencias de Ferré.
Aguirre se puso al frente de las tropas misioneras en la guerra, y Ferré envió fuerzas para fortalecer su posición. Las acciones parecieron sonreír a Aguirre, que en marzo de 1826 derrotó en la batalla del Paso de Itaquí a los imperiales. Sin embargo, unos meses más tarde fue derrotado por Bento Manuel Ribeiro en la batalla del Paso del Rosario, y Ferré debió acudir en su ayuda. La presencia de las tropas correntinas, acantonadas sobre el río Uruguay para prevenir ulteriores avances de los brasileños, fue una baza crucial en la delimitación posterior del territorio. Los cabildos del interior reiteraron sus pedidos, y Ferré envió fuerzas para asegurar el apoyo de los locales, que deseaban desconocer a Aguirre. Este, que se había replegado en Mandisoví para reorganizar a su tropa, fue apresado por uno de sus ex-subordinados, Mariano Aulestia, que reconoció la autoridad de Ferré el 14 de enero de 1827.
No todos los misioneros adoptaron esa misma postura; oficiales del ejército de Aguirre, capitaneados por Agustín Cumandiyú y Gaspar Tacuabé, se rebelaron contra la ocupación correntina. Ferré envió 400 hombres contra los insurrectos, que retomaron San Roquito e hicieron frente a las tropas de Cumandiyú y del reaparecido Aguirre. El 12 de noviembre de 1827 se produjo la batalla de Cambay, que resultó el encuentro decisivo. Los insurrectos fueron batidos, y se replegaron a Tuyuné, donde las tropas correntinas los vencerían pocos días más tarde. Los caciques derrotados se refugiaron en la Banda Oriental, excepto Tacuabé, que hizo una larga carrera militar en Entre Ríos.
El dominio correntino quedó garantizado en 1830, cuando los jefes misioneros se reunieron en el pueblo abandonado de La Cruz para suscribir un pacto por el cual se repoblaría la región bajo autoridad correntina. Ferré aplicó el mismo sistema por el cual se había decidido a poblar la frontera oriental de sus dominios, fomentando la creación de estancias de mediano tamaño mediante la cesión de terrenos en enfiteusis, criterio que ya había permitido fundar otros pueblos en la provincia. El 19 de abril se garantizó la refundación del pueblo, y el 3 de julio el Congreso provincial sancionó el régimen de enfiteusis. El terreno se ocuparía rápidamente en los años sucesivos, destinándose a la plantación y la ganadería extensiva. La enfiteusis regiría durante las tres décadas venideras, hasta que en 1860 su propiedad definitiva se resolvería en subasta.

### Primeros conflictos con los federales de Buenos Aires
En 1827 firmó con las demás provincias el compromiso para formar una Convención Nacional en Santa Fe, pero enseguida tuvo problemas con el gobernador porteño Manuel Dorrego por cláusulas menores que este había querido modificar, y por la invitación que se había enviado a todas las provincias, incluso Misiones.
Fue reelegido gobernador en diciembre de 1827, pero con la condición expresa de que renunciaría en cuanto se firmara la paz con el Brasil. Entregó el poder a Pedro Cabral a fines de 1828.
Vencidos los unitarios de Buenos Aires, el gobernador Juan Manuel de Rosas invitó a las demás provincias litorales a firmar un tratado de alianza. Ferré fue comisionado por su gobierno ante los de Buenos Aires, Santa Fe y Entre Ríos a fines de 1829, para firmar un tratado de alianza entre las cuatro provincias, para oponerse a la dominación unitaria que el general José María Paz imponía sobre el interior.
Se formó en Santa Fe un congreso de diputados de las cuatro provincias, y Ferré fue diputado por su provincia y presidente del cuerpo. Su intención era defender una pronta organización nacional, una reglamentación del tráfico fluvial, la habilitación de otros puertos para el comercio exterior, además del de Buenos Aires, la protección para los productos del país, la nacionalización de los ingresos por derechos aduaneros y los gastos nacionales de guerra y relaciones exteriores. Pero se enfrentó con el enviado porteño, que se negó a tratar esos asuntos. Como no se llegó a un acuerdo en asuntos tan importantes, regresó a Corrientes, dejando en su lugar a su amigo Manuel Leiva.
Buenos Aires, Santa Fe y Entre Ríos firmaron el Pacto Federal, un tratado en que cada una mantenía su situación, y se prometía la convocatoria a un congreso constituyente para cuando el país estuviera en paz. Leiva lo firmó también algunas semanas más tarde.
Ferré ya estaba convencido de que Rosas era un unitario que quería usar a los caudillos federales. Por eso hizo todo lo posible para evitar que se le diera a Rosas el manejo de las relaciones exteriores, pero fracasó en su intento.
En ese Congreso también defendió la postura proteccionista: fue uno de los primeros en establecer teóricamente el nexo entre federalismo y proteccionismo. Defendía la prohibición de la importación de artículos que compitiera con las producciones de las provincias del interior. Su postura, adelantaba, sería resistida por los exportadores de carne y cuero de Buenos Aires. Pero que, para la mayoría de la población, especialmente en el interior, iba a ser mucho más beneficiosa. Aclaraba que sólo pedía protección para lo que se producía en el país en ese momento. Recordaba que 

"…los pueblos cuya riqueza y poder admiramos hoy, no se han elevado a este estado adoptando en su origen un comercio libre y sin trabas, y ni aun ahora que sus manufacturas y fábricas se ven en un pie floreciente... No puede ser que la benemérita Buenos Aires, cargada de laureles, hubiese derramado su sangre y sacrificado su fortuna, para convertirse perpetuamente en un país consumidor de los productos y las manufacturas del mundo. "

A pesar de su conflicto con Rosas, la prédica de Ferré y de otros ideólogos federales y proteccionistas de Corrientes tuvo una importancia crucial para la sanción por el mismo Rosas de la Ley de Aduanas de 1836, que determinaba la prohibición de importar algunos productos y el establecimiento de aranceles para otros casos. Estas medidas impulsaron notablemente el mercado interno y la producción del interior del país.

## Segundo gobierno
Fue elegido nuevamente gobernador a fines de 1830, y realizó una política interior similar a la que había llevado adelante en su primer gobierno, además de sumarle algunas medidas proteccionistas de la industria local.
Tuvo que afrontar una invasión paraguaya a Misiones. Tras muchas maniobras y ninguna batalla, pudo finalmente echar a los paraguayos, solo por medio de su firme actitud, que el dictador paraguayo Francia no esperaba.
En 1832, una ley fijó los límites del territorio provincial, integrando de manera explícita el nuevo territorio a este. Quedaba fuera la zona al norte del río Aguapey, que estaba ocupada por el Paraguay desde la independencia de este. Buenos Aires, sin embargo, intentó hacer valer sus derechos promoviendo la venta de esos terrenos a colonizadores británicos. Aunque tras la negativa decidida de Gaspar Rodríguez de Francia al intento porteño el gobierno central no insistió, los correntinos sí lo harían. En 1832 se inició la ocupación de la zona de la tranquera de Loreto, que paulatinamente y sin encontrar resistencia armada se extendería hasta la ciudad de Candelaria. Ferré planeaba allí la primera plantación industrial de yerba mate, y ofreció contratos beneficiosos a quienes quisieran iniciar explotaciones en la región, reservando para el gobierno provincial los antiguos huertos de las reducciones. Al mismo tiempo, estableció dos puestos aduaneros, uno en la tranquera de Loreto para los que circulasen hacia Itapúa por esa vía, y otro en Puerto Hormiguero.
La guerra contra el Paraguay, en 1832, por disputas por territorios a la vera del río Paraná, fue argumento por lo cual la Legislatura correntina otorgó nuevamente las facultades extraordinarias al gobernador Ferré. Por Ley del 3 de diciembre de 1833 se prorrogaron las facultades extraordinarias con el objeto de facilitar la dirección de la guerra. Al año siguiente el Poder Legislativo dejó sin efecto todas las disposiciones que habían facilitado al Poder Ejecutivo las facultades extraordinarias, estableciendo que se restituían todas las disposiciones constitucionales referentes a la seguridad individual.
Además, se declaró para lo sucesivo que la Legislatura no podrá alterar ningún artículo de la Constitución provincial.
La arriesgada empresa, falta de apoyo del gobierno central, fue poco duradera; en 1834, Francia despachó tropas hacia la región, y la superioridad numérica de las mismas obligó a Ferré a ceder el territorio. Los paraguayos incursionarían al sur del Aguapey hasta el inicio de la guerra del Paraguay, ralentizando la ocupación de esas tierras.

### Ruptura con Rosas
Mantuvo a su provincia representada en el congreso de las cuatro provincias federales en Santa Fe. Cuando Paz y Lamadrid fueron derrotados, a fines del año siguiente, se presentaron al congreso los representantes de las provincias del interior y se incorporaron a él. Había llegado el momento tan deseado de la organización nacional. Pero Buenos Aires y su caudillo Rosas no la querían, y defendieron su postura con el argumento de que primero se debían organizar las provincias y luego el país. Era un punto de vista lógico, pero solo en parte, y en parte era solamente una excusa.
El diputado por Corrientes, Leiva, escribió una nota al ministro de gobierno de Catamarca, en que lo invitaba a trabajar por la pronta instalación del congreso definitivo; pero además le advertía de las intenciones de Rosas y su enviado. La carta fue a parar a manos de Rosas, y este inició una campaña periodística y de cartas a los gobernadores contra Leiva y Ferré, que fueron acusados de "anarquistas, egoístas y unitarios". Con esa excusa, Buenos Aires retiró a sus diputados de la convención de Santa Fe, con lo que la esperada constitución debería esperar aún más. Exactamente veinte años más.

### El Chaco
En 1835 suscribió un tratado de paz con los caciques de los abipones chaqueños, con los que las hostilidades habían sido constantes por las incursiones de ambos bandos en expediciones de saqueo. Ferré obtuvo de los indígenas el abandono de sus territorios en la margen correntina del río Paraná a cambio del reconocimiento de su dominio sobre el Chaco y el establecimiento de un régimen comercial libre. Los abipones, a su vez, garantizaban a Corrientes la suspensión de las incursiones sobre los pueblos costeros, en especial Itatí, el respeto de las expediciones que cruzasen pacíficamente al Chaco, y la colaboración en la instalación de obrajes para la explotación de los ricos recursos forestales de esa margen del río.
Por el tratado se dispuso la abolición del sistema de reducciones, y Ferré distribuyó en propiedad las tierras que éstas ocupaban entre los indígenas que optaron por permanecer en Corrientes. El pueblo de Bella Vista, sobre la base de la reducción de Las Garzas, y el de Caá Catí, los acogieron. La tranquilidad permitió a la provincia comerciar provechosamente sus mercancías por los productos silvestres obtenidos por los nativos.

## En el llano
Al terminar su período, se negó a ser reelecto; en su lugar fue elegido Rafael León de Atienza, un sincero aliado de Rosas. Ferré fue ascendido al grado de general, pero permaneció en un segundo plano, dedicado a su trabajo de astillero.
Durante esos años recrudeció el control porteño de los ríos, y se cortó toda comunicación con puertos extranjeros que no fuera a través del puerto de Buenos Aires. Para empeorar las cosas, el Paraguay se había cerrado cada vez más sobre sí mismo, y ya no tenía ningún comercio exterior. Esto llevó al siguiente gobernador, Genaro Berón de Astrada, a un nuevo conflicto con Rosas, en el que Ferré no tuvo parte, ya que se mantuvo en la oposición.
La política de Berón, de directa oposición a Rosas y de alianza con sus enemigos, llevó a la invasión de la provincia por el gobernador entrerriano Pascual Echagüe, que lo derrotó en la batalla de Pago Largo, en que el gobernador correntino resultó muerto. También murieron más de mil soldados.
El congreso correntino nombró por tercera vez gobernador a Pedro Ferré, que asumió el 8 de marzo de 1839. Pero fue obligado a renunciar por Echagüe, que nombró en su lugar a José Antonio Romero, un federal rosista.

## Tercero y cuarto gobiernos
Apenas retirado Echagüe, Ferré dirigió una revolución contra Romero, y el 8 de octubre de ese año inició el que sería su último gobierno.
Poco después entraba en su provincia el general Juan Lavalle al frente de un exiguo ejército, en que figuraban muchos oficiales capaces. Poco después, Echagüe sería derrotado por Rivera en la batalla de Cagancha.
A principios de 1840, el gobierno uruguayo de Fructuoso Rivera envió a Santiago Derqui como plenipotenciario ante Ferré para intentar de nuevo deponer a Rosas o al menos extricar las provincias litorales de su influencia. Rivera consiguió que se le reconociera el mando supremo de los ejércitos que lucharían contra Rosas, a cambio ayuda militar, que llegaría en el momento oportuno.
Ferré declaró la guerra a Rosas y sus aliados, y nombró a Lavalle jefe de las fuerzas correntinas, unos 3500 hombres en total. Estas invadieron la provincia Entre Ríos en febrero de 1840. La campaña se inició con una sangrienta proclama de Lavalle, y otra similar de Ferré: 

"...¡derramad a torrentes la inhumana sangre, para que esta raza maldita de Dios y de los hombres no tenga sucesión!”

 Las fuerzas correntinas sólo debían ocupar Entre Ríos, pero después de las batallas de batalla de Don Cristóbal y Sauce, Lavalle cambió de idea y cruzó a la provincia de Buenos Aires. Poco antes de embarcarse, le envió a Corrientes al general Paz.

### Caaguazú y Arroyo Grande
Ferré quedó sorprendido: Lavalle le había robado su ejército, el único que tenía la provincia. En menos de dos años, la provincia había perdido dos ejércitos completos, mientras Echagüe se reorganizaba. Tras lanzar todos los epítetos imaginables contra Lavalle, Ferré nombró jefe de su ejército a Paz; este se apuró a organizar un nuevo ejército, al que sumó hasta los adolescentes de la escuela. Ferré tuvo que firmar un nuevo acuerdo con Rivera, aun cuando estaba prácticamente seguro de que este no cumpliría con su parte.
Echagüe se apresuró a atacar, pero a los pocos días se retiró a su provincia. Ocurría que Lavalle, que había fracasado en ocupar Buenos Aires, había retrocedido hacia el norte y ocupado Santa Fe. Corrientes se había salvado, y Paz pudo seguir organizando el ejército durante casi un año más.
El 16 de febrero de 1841, durante su tercer mandato, fundó la efímera Universidad Superior de San Juan Bautista, que nunca llegó a funcionar, pero fue el más remoto antecedente de la actual Universidad Nacional del Nordeste. También se fundó el primer hospital de la capital, y se firmó un tratado preliminar de paz y de límites con el Paraguay.
A fines de 1841, Paz recibió un inesperado refuerzo: unos 200 hombres del ejército de Lavalle, que habían cruzado el Chaco en su huida después de la definitiva derrota de Famaillá. Estos le relataron el final de la Coalición del Norte, aliada del gobierno correntino. Paz y Ferré quedaban solos frente a Rosas y Echagüe. Aunque no valiera de mucho, el gobierno correntino se alió al santafesino de Juan Pablo López, que había decidido cambiar de bando en el momento más inoportuno imaginable. Pero un aliado era un aliado...
Echagüe invadió finalmente la provincia, pero perdió varias semanas en operaciones sin sentido. Finalmente Paz logró llevarlo hasta el campo de batalla que le convenía, y el 28 de noviembre de 1841 lo derrotó completamente en la batalla de Caaguazú, apoderándose de toda su infantería y artillería. Echagüe regresó a Entre Ríos, y al poco tiempo fue reemplazado como gobernador por Justo José de Urquiza.
Paz invadió Entre Ríos en enero de 1842, y Ferré pudo ocupar Paraná; Rivera también cruzó el río Uruguay, pero no avanzó hacia el oeste. Urquiza, por su parte, huyó hacia Buenos Aires.
La legislatura entrerriana, en minoría, nombró gobernador al general Paz. Esto disgustó a Ferré, ya que impediría que Entre Ríos pagara indemnizaciones a Corrientes. Por eso se retiró a su provincia, llevándose todo el ejército.
Falto de apoyo y de ejército, con Juan Pablo López derrotado en Santa Fe, Paz tuvo que evacuar Paraná hacia el este; las deserciones lo dejaron casi solo, por lo que dejó el mando a Rivera y se retiró a Montevideo. Ferré envió sus ejércitos a Rivera, que enfrentó al general Manuel Oribe. en la batalla de Arroyo Grande, el 6 de diciembre de 1842. Allí fue destruido el ejército correntino, mientras Oribe perseguía a Rivera por el interior de Uruguay hasta las puertas de Montevideo, a la que le puso sitio. Este sitio se prolongaría por ocho años. Pero eso no salvó el gobierno de Ferré, que, abandonado por todos, huyó a Paraguay. El 14 de diciembre de 1842 era sustituido en el gobierno por Pedro Cabral, el líder del partido federal correntino.

## Exilio y Constitución
Se refugió en São Borja, en Brasil, frente a su provincia. Cuando, meses después, los hermanos Juan y Joaquín Madariaga recuperaron la provincia para el partido unitario, permaneció en Brasil. Allí se dedicó a escribir sus Memorias, un documento valioso que llega hasta el año 1845.
En 1848, después de la definitiva derrota de los Madariaga a manos de Urquiza, se estableció en La Paz (Entre Ríos), bajo la protección del mismo Urquiza.
En 1851, después del pronunciamiento de Urquiza, este le encargó organizar el cruce del río Paraná para el ejército con el que habría de enfrentar a Rosas. Construyó las balsas y los botes necesarios, y dirigió personalmente la operación.
A fines de 1852, después de la batalla de Caseros, fue elegido diputado por la provincia de Catamarca al Congreso General Constituyente. Ocupó un lugar híbrido entre los constituyentes; no adhirió a su comprovinciano Pedro Díaz Colodrero y Manuel Leiva, líderes de la facción montonera, que se oponía al proyecto de constitución presentado por Juan Bautista Alberdi, pero tampoco fue partidario de los principios liberales en lo religioso e ideológico que lo alentaban. Abandonó temporalmente las deliberaciones para marchar, junto con el presidente de la convención, el salteño Facundo Zuviría, a negociar la reincorporación de los delegados porteños, que finalmente no se produjo.
Se radicó en Santa Fe, dedicado a la construcción de barcos y un puente sobre el río Salado. En 1854 fue elegido senador simultáneamente por tres provincias: Catamarca, Corrientes y Santa Fe. Aceptó serlo por Catamarca, la única de las tres provincias que nunca conoció. Además fue inspector de aduanas fluviales de la Confederación Argentina, enviado especial de Urquiza ante el gobierno de Corrientes y ante los caciques del Chaco. Le fue reconocido el grado de general.

## Sus últimos años
Poco antes de la batalla de Pavón se pasó al partido de Buenos Aires, más por oposición a Derqui y Urquiza que por convicción. Al año siguiente fue nombrado presidente de la Suprema Corte de Justicia de Santa Fe. Poco después asumió como senador por su provincia natal, en la que militaría en el partido liberal. En sus últimos años fue miembro de la asamblea constituyente de su provincia y confeccionó un mapa de la zona litoral, incluyendo al Paraguay y Río Grande (Brasil).
Por razones de salud vivió sus últimos años con su tercera esposa — Bárbara Ygarzábal — en Buenos Aires, sumido en la pobreza. Sus restos estuvieron en el Cementerio de la Recoleta hasta el domingo 18 de octubre de 1964, fecha en la que fueron depositados en el Panteón de los Héroes correntinos en la Iglesia Catedral de la ciudad de Corrientes.
El caso de Ferré es muy especial en la historia argentina: federal convencido, el más destacado impulsor del proteccionismo económico, por oposición a Rosas (y en sus últimos años a Urquiza), terminó aliado de los unitarios y liberales.